# 三輪勇之助
三輪 勇之助（みわ ゆうのすけ、1920年2月26日 - 1990年1月1日）は、三重県四日市市出身の日本の洋画家。
同じ四日市市生まれの従兄弟に芥川賞受賞作家の近藤啓太郎がいる。

## 経歴
- 1920年 三重県四日市市に生まれる。
- 1932年 三重県立富田中学校（現・四日市高等学校）に入学。図画教師の黒松秀志に出会い、絵画に興味を持つ。
- 1937年 国立京都高等工芸学校（現・京都工芸繊維大学）に入学。
- 1939年 同校を中退。
- 1943年 多摩帝国美術学校（現・多摩美術大学）西洋画科卒業。
- 1945年 この頃山崎醇之輔（演出家・舞台装飾美術家）に出会う。
- 1958年 第12回二紀展に「パストラル」「昆虫採集に行ったとき」を初出品し、褒章受賞。
- 1959年 第13回二紀展に「聞く」を出品。佳作賞を受賞。
- 1961年 二紀会同人推挙。
- 1962年 第16回二紀展に「青い森林の樹」を出品。二紀会同人努力賞受賞。
- 1963年 四日市市が姉妹都市提携の一環として米国ロングビーチ市に作品「菊」を贈る。
- 1967年 第10回安井賞候補新人展に「明治の館」「東京日本橋」を出品。
- 1968年 第8回現代日本美術展に「和田倉橋」を招待出品。
- 1968年 二紀会会員推挙。
- 1969年 第23回二紀展に「濠」を出品。文部大臣奨励賞受賞。
- 1970年 第4回現代美術選抜展に招待出品。
- 1972年 新鋭選抜展に出品。優賞受賞。
- 1985年 第39回二紀展に「螺旋階段」「まわりかいだん」を出品、菊華賞受賞。
- 1987年 二紀会理事に就任。
- 1990年 死去。

## 著書
- 『西の京を描く ―油絵で描く天平の美―』新技法シリーズ（油絵の制作）、美術出版社、1977年 ISBN 4-568-32029-1